# Dara Singh

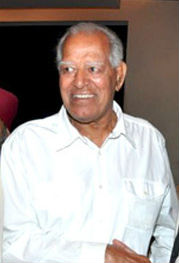
Dara Singh (2012)

Dara Singh (bürgerlich Deedar Singh Randhawa; Panjabi: ਦਾਰਾ ਸਿੰਘ Dārā Siṃgh; * 19. November 1928 in Dharmuchak, Punjab; † 12. Juli 2012 in Mumbai, Maharashtra) war ein indischer Wrestler, der neben und nach seiner sportlichen Karriere als Schauspieler, Filmregisseur und -produzent im Hindi- und im Panjabi-Film aktiv war. Politisch engagierte er sich in für die Gemeinschaft der Jat Sikh und wurde in die Rajya Sabha berufen.

## Leben
Dara Singh wurde im Dorf Dharmuchak im Distrikt Amritsar in der Gemeinschaft der Jat Sikh geboren. Er begann als Amateur mit dem Pehlwani-Sport, einem indischen Ringstil, und trat damit auf Jahrmärkten auf. Ab Ende der 1940er Jahre bestritt er mit einer Größe von 1,88 m und einem Kampfgewicht von 130 kg professionelle Wrestlingkämpfe. Er trat auf Tourneen durch Süd- und Südostasien und in Commonwealth-Ländern an und kämpfte unter anderem gegen Tarlok Singh, King Kong, George Gordienko, Lou Thesz und John Desilva. Dara Singh gewann 1953 die Professional Indian Wrestling Championship und 1959 die Commonwealth Wrestling Championship trophy. Für seine sportlichen Leistungen wurde er mit den Titeln „Rustam-e-Punjab“ (1966) und „Rustam-e-Hind“ (1978) ausgezeichnet. 1983 beendete er seine Wrestlingkarriere und wurde 1996 in die Wrestling Observer Newsletter Hall of Fame aufgenommen.
1952 hatte er seinen ersten Auftritt in einem Film. Nach einigen weiteren sporadischen Filmeinsätzen in den 1950er Jahren hatte er seinen Durchbruch als Schauspieler mit der Hauptrolle in Babubhai Mistris King Kong (1962). Sein Rollenfach waren Actionhelden in stuntreichen B-Movies in der Tradition von Master Vithal, mit denen er sich eine große Fangemeinde insbesondere im ländlichen und kleinstädtischen Arbeitermilieu schuf. In den 1960er Jahren bildete er ein Leinwandpaar mit der Schauspielerin Mumtaz in 16 Hindi-Filmen, darunter Faulad (1963), Veer Bhimsen (1964), Aandhi Aur Toofan (1964), Boxer (1965), Raaka (1965), Daku Mangal Singh (1966) Jawan Mard (1966) und Do Dushman (1967). Häufig spielte er in mythologischen Filmen und unter den Regisseuren Kedar Kapoor, Mohammed Hussein und Chandrakant. In großen Mainstream-Produktionen war Dara Singh zumeist nur mit Gastauftritten oder in kleinen Rollen zu sehen. Davon abgesehen verkörperte er in Manmohan Desais Mard (1985) Amitabh Bachchans Vater und in Subhash Ghais Karma (1986) einen ehemaligen Kriminellen.
Indienweite Beliebtheit verschafften Dara Singh seine Rolle als Hanuman in den Fernsehserien Ramayan (1986) von Ramanand Sagar und Mahabharat (1988) von Baldev Raj Chopra nach den gleichnamigen Nationalepen.
1970 war Dara Singh erstmals als Regisseur, Produzent und Autor eines eigenen Filmes – Nanak Dukhiya Sab Sansar, für den er die Darsteller Balraj Sahni, Prithviraj Kapoor, Pran und Achala Sachdev verpflichten konnte. Er drehte mindestens sieben weitere Panjabi- und Hindi-Filme. 1989 veröffentlichte er seine Autobiografie Meri Atmakatha.
Politisch setzte sich Dara Singh für die Belange seiner Jat community ein. Von August 2003 bis August 2009 war er auf Initiative der Bharatiya Janata Party ernanntes Mitglied der Rajya Sabha.
Dara Singh war zwei Mal verheiratet und hatte insgesamt sechs Kinder. Er starb infolge eines Herzinfarkts. Sein Sohn Vindu Dara Singh ist ebenfalls Schauspieler.

## Filmografie
| als Schauspieler - 1952: Sangdil - 1954: Pehli Jhalak - 1959: Jagga Daku - 1960: Bhakt Raj - 1962: King Kong - 1963: Awara Abdulla - 1963: Ek Tha Alibaba - 1963: Faulad - 1963: Rustom-e-Baghdad - 1963: King of Carnival - 1964: Aandhi Aur Toofan - 1964: Aaya Toofan - 1964: Badshah - 1964: Dara Singh - 1964: Hercules - 1964: Jagga - 1964: Rustom-e-Rome - 1964: Samson - 1964: Veer Bhimsen - 1965: Bekhabar - 1965: Boxer - 1965: Hum Sub Ustad Hain - 1965: Khakaan - 1965: Lutera - 1965: Mahabharat - 1965: Raaka - 1965: Rustom-e-Hind - 1965: Saat Samandar Paar - 1965: Sangram - 1965: Sher Dil - 1965: Sikandar-e-Azam - 1965: Tarzan and King Kong - 1965: Tarzan Comes to Delhi - 1966: Dada - 1966: Daku Mangal Singh - 1966: Insaaf - 1966: Jawan Mard - 1966: Khoon Ka Khoon - 1966: Naujawan - 1966: Shankar Khan - 1966: Thakur Jarnail Singh - 1966: Veer Bajrang - 1966: Bahadur Daku - 1966: Husn Ka Gulam - 1967: Do Dushman - 1967: Nasihat - 1967: Sangdil - 1967: Sardar - 1967: Trip to the Moon - 1968: Balaram Shri Krishna - 1968: Jung Aur Aman - 1968: Thief of Baghdad - 1968: Watan Se Door - 1969: Apna Khoon Apna Dushman - 1969: Beqasoor - 1969: Chaalbaaz - 1969: Danka - 1969: Hum Ek Hain - 1969: Jaalsaaz - 1969: The Killers - 1969: Toofan | - 1970: Anand - 1970: Choron Ka Chor - 1970: Gunahon Ke Raaste - 1970: Mera Naam Joker - 1970: Ilzaam - 1970: Nanak Dukhiya Sab Sansar - 1971: Tulasi Vivah - 1971: Sher-e-Watan - 1971: Daku Mansingh - 1971: Kabhi Dhoop Kabhi Chhaon - 1971: Maya Bazaar - 1972: Dukh Bhanjan Tera Naam - 1972: Mele Mitran De - 1972: Lalkaar - 1972: Sultana Daku - 1972: Hari Darshan - 1972: Aankhon Aankhon Mein - 1973: Mera Desh Mera Dharam - 1973: Phir Aya Toofan - 1973: The Criminals - 1974: Kunwara Baap - 1974: Bhagat Dhanna Jat - 1974: Har Har Mahadev - 1974: Kisan Aur Bhagwan - 1974: Zehreela Insaan - 1974: Shaheed-e-Azam Sardar Bhagat Singh - 1975: Dharmatma - 1975: Dharam Karam - 1975: Warrant - 1976: Alibaba - 1976: Bajrang Bali - 1976: Raakhi Aur Rifle - 1976: Sawa Lakh Se Ek Ladaun - 1977: Jai Mata Di - 1977: Bolo He Chakradhari - 1977: Ram Bharose - 1978: Bhakti Mein Shakti/Dhyanoo Bhagat - 1978: Sone Ka Dil Lohe Ke Haath - 1978: Nalayak - 1979: Chambal Ki Rani - 1979: Banmanush - 1980: Shiv Shakti - 1980: Guru Suleman Chela Pahelwan - 1980: Khel Muqaddar Ka - 1980: Lambadarni - 1982: Rustom - 1982: Main Inteqam Loonga - 1983: Aan Aur Shaan - 1983: Bhulekha - 1983: Unkhili Muttiar - 1983: Zakhmi Dil - 1984: Shravan Kumar - 1985: Veer Bhimsen - 1985: Mard - 1985: Babul Da Vedha - 1986: Karma - 1986: Kee Banu Duniyan Daa - 1986: Krishna-Krishna - 1986: Ramayan (Fernsehserie) - 1986: Sajna Saath Nibhana - 1986: Veer Bhimsen - 1988: Mahaveera | - 1988: Mardangi - 1988: Paanch Fauladi - 1988: Shiv Ganga - 1988: Mahabharat (Fernsehserie) - 1988: Vikram Aur Betaal (Fernsehserie) - 1989: Gharana - 1989: Luv Kush (Fernsehserie) - 1989: Elaan-e-Jung - 1989: Shehzade - 1989: Maut Ki Sazaa - 1990: Nakabandi - 1990: Triyatri - 1990: Maula Jatt - 1990: Pratigya - 1990: Sheran De Putt Sher - 1990: Tera Mera Pyar - 1991: Ajooba - 1991: Dharam Sankat - 1991: Shikari: The Hunter - 1992: Pagadi Sambhaal Jatta - 1992: Prem Diwani - 1992: Main Hoon Sherni - 1993: Bechain - 1993: Anmol - 1993: Ankhila Soorma - 1994: Rakhwale - 1994: Karan - 1995: Khel Taqdeeran De - 1995: Ram Shastra - 1996: Rab Dian Rakhan - 1997: Lav Kush - 1997: Sardari - 1998: Auto Driver - 1998: Guru Gobind Singh - 1998: Main Maa Punjab Dee - 1998: Qahar - 1999: Dillagi - 1999: Door Nahin Nankana - 1999: Zulmi - 2000: Dulhan Hum Le Jayenge - 2000: Jai Shakumbhari Maa - 2001: Farz - 2002: Shararat - 2003: Border Hindustan Ka - 2003: Lebe und denke nicht an morgen (Kal Ho Naa Ho) - 2004: Mitter Pyare Nu Haal Mureedan Da Kehna - 2006: Dil Apna Punjabi - 2006: Kya Hoga Nimmo Ka (Fernsehserie) - 2007: Jab We Met - 2009: 42 Kms. - 2012: Ata Pata Lapatta als Regisseur - 1970: Nanak Dukhiya Sab Sansar - 1973: Mera Desh Mera Dharam - 1974: Bhagat Dhanna Jat - 1976: Sawa Lakh Se Ek Ladaun - 1978: Bhakti Mein Shakti/Dhyanoo Bhagat - 1982: Rustom - 1983: Unkhili Muttiar - 1996: Rab Dian Rakhan |